# Ягодная (приток Оби)
Ягодная — протока реки Обь в Чаинском и Колпашевском районах Томской области России. Устье реки находится в 2450 км по левому берегу реки Обь. Длина реки составляет 50 км.

## Бассейн
- 4 км: протока Мендук (пр)
- 11 км: Касорга (лв)
- 20 км: Большая Суготка (лв)
  - 2 км: Малая Суготка (лв)
  - 6 км: Ника (Ника 2-я) (пр)
    - Ника 1-я (пр)
- ? км: Кривунжа (лв)
- 40 км: Чемондаевка (лв)
- 41 км: Кулега (Кулега 1-я) (лв)
  - Кулега 2-я (лв)

## Населённые пункты
Коломино, Новоколомино, Леботер, Новоабрамкино, Староабрамкино, Сергушино, Сугот, Старокороткино, Баранаково.

## Данные водного реестра
По данным государственного водного реестра России относится к Верхнеобскому бассейновому округу, водохозяйственный участок реки — Обь от впадения реки Чулым до впадения реки Кеть, речной подбассейн реки — Чулым. Речной бассейн реки — (Верхняя) Обь до впадения Иртыша.